# Ферріс (Іллінойс)
Ферріс (англ. Ferris) — селище (англ. village) в США, в окрузі Генкок штату Іллінойс. Населення — 127 осіб (2020).

## Географія
Ферріс розташований за координатами 40°28′10″ пн. ш. 91°10′6″ зх. д. / 40.46944° пн. ш. 91.16833° зх. д. (40.469546, -91.168338).  За даними Бюро перепису населення США в 2010 році селище мало площу 5,09 км², уся площа — суходіл.

## Демографія
Згідно з переписом 2010 року, у селищі мешкало 156 осіб у 65 домогосподарствах у складі 44 родин. Густота населення становила 31 особа/км².  Було 76 помешкань (15/км²).
Расовий склад населення:
| - 98,7 % — білих - 1,3 % — чорних або афроамериканців |

До двох чи більше рас належало 0,0 %. Частка іспаномовних становила 2,6 % від усіх жителів.
За віковим діапазоном населення розподілялося таким чином: 16,7 % — особи молодші 18 років, 66,6 % — особи у віці 18—64 років, 16,7 % — особи у віці 65 років та старші. Медіана віку мешканця становила 42,0 року. На 100 осіб жіночої статі у селищі припадало 108,0 чоловіків;  на 100 жінок у віці від 18 років та старших — 100,0 чоловіків також старших 18 років.
Середній дохід на одне домашнє господарство  становив 46 193 долари США (медіана — 37 679), а середній дохід на одну сім'ю — 49 744 долари (медіана — 38 750). За межею бідності перебувало 4,9 % осіб, у тому числі 0,0 % дітей у віці до 18 років та 3,6 % осіб у віці 65 років та старших.
Цивільне працевлаштоване населення становило 64 особи. Основні галузі зайнятості: освіта, охорона здоров'я та соціальна допомога — 18,8 %, роздрібна торгівля — 15,6 %, транспорт — 12,5 %, фінанси, страхування та нерухомість — 10,9 %.